# 1513
| [ Edytuj tabelę ]                          | |
| Król Polski                                | - 1507 Zygmunt I Stary 1548 |
| Współksiążęta Andory                       | - 1513 Pere de Cardona 1515 - 1513 Katarzyna z Nawarry 1517 - 1484 Jan III 1516 |
| Król Anglii                                | - 1509 Henryk VIII 1547 |
| Król Aragonii i Walencji, hrabia Barcelony | - 1479 Ferdynand Aragoński 1516 |
| Władca Azteków                             | - 1502 Montezuma II 1520 |
| Elektor Brandenburgii                      | - 1499 Joachim I Nestor 1535 |
| Książę Bawarii                             | - 1508 Wilhelm IV 1550 |
| Sułtan Brunei                              | - 1473 Bolkiah 1521 |
| Cesarz Chin                                | - 1505 Zhengde 1521 |
| Król Czech                                 | - 1490 Władysław II Jagiellończyk 1516 |
| Król Danii                                 | - 1481 Jan Oldenburg 1513 - 1513 Chrystian II 1523 |
| Dalajlama                                  | - 1475 Gendun Gjaco 1541 |
| Władca Egiptu                              | - 1501 Kansuh al-Ghauri 1516 |
| Cesarz Etiopii                             | - 1508 Lybne Dyngyl 1540 |
| Król Francji                               | - 1498 Ludwik XII 1515 |
| Szach Iranu                                | - 1501 Isma’il I 1524 |
| Władca Inków                               | - 1493 Huayna Capac 1527 |
| Lord Irlandii                              | - 1509 Henryk VIII Tudor 1542 |
| Cesarz Japonii                             | - 1500 Go-Kashiwabara 1526 |
| Kalif                                      | - 1508 Al-Mutawakkil III 1517 |
| Król Kastylii i Leónu                      | - 1506 Ferdynand Aragoński 1516 |
| Patriarcha Konstantynopola                 | - 1504 Pachomiusz I 1513 - 1513 Teolept I 1522 |
| Władca Korei                               | - 1506 Chungjong 1544 |
| Wielki książę litewski                     | - 1506 Zygmunt I Stary 1548 |
| Sułtan Maroka                              | - 1505 Muhammad al-Burtukali 1524 |
| Książę Mediolanu                           | - 1512 Maksymilian 1515 |
| Senior Monako                              | - 1505 Lucjan 1523 |
| Wielki książę moskiewski                   | - 1505 Wasyl III 1533 |
| Król Nawarry                               | - 1484 Katarzyna z Nawarry i Jan d’Albret 1516 |
| Król Norwegii                              | - 1483 Jan Oldenburg 1513 - 1513 Chrystian II 1523 |
| Sułtan Omanu                               | - 1500 Muhammad ibn Isma’il 1529 |
| Elektor Palatynatu                         | - 1508 Ludwik V 1544 |
| Papież                                     | - 1503 Juliusz II 1513 - 1513 Leon X 1521 |
| Król Portugalii                            | - 1495 Manuel I 1521 |
| Cesarz Rzymski (niemiecki)                 | - 1493 Maksymilian I Habsburg 1519 |
| Kapitanowie Regenci San Marino             | - 1512 Leonardo di Giovanni Belluzzi Sammaritano di Andrea Tini 1513 - 1513 Cristoforo di Girolamo Cristoforo Martelli 1513 - 1513 Antonio di Benetto Benedetto di Marino Benettini 1514 |
| Elektor Saksonii                           | - 1486 Fryderyk I Mądry 1525 |
| Król Szkocji                               | - 1488 Jakub IV 1513 - 1513 Jakub V 1542 |
| Król Szwecji                               | - 1512 Sten Sture Młodszy Svantesson 1520 |
| Król Tajlandii                             | - 1491 Ramathibodi II 1529 |
| Sułtan Turków                              | - 1512 Selim I Groźny 1520 |
| Doża Wenecji                               | - 1501 Leonardo Loredano 1521 |
| Król Węgier                                | - 1490 Władysław II 1516 |
| Cesarz Wietnamu                            | - 1509 Lê Tương Dực 1516 |
| Wielki mistrz zakonu krzyżackiego          | - 1510 Albrecht Hohenzollern 1525 |

Rok 1513 / MDXIII
stulecia: XV wiek ~
XVI wiek ~
XVII wiek

lata: 1503 «
1508 «
1509 «
1510 «
1511 «
1512 «
1513
» 1514
» 1515
» 1516
» 1517
» 1518
» 1523

## Wydarzenia na świecie
- 4 marca:
  - Zygmunt Stary nadał Pile prawa miejskie oparte na prawie magdeburskim.
  - rozpoczęło się konklawe po śmierci Juliusza II.
- 11 marca – nieposiadający święceń kapłańskich syn Wawrzyńca Wspaniałego, Giovanni di Lorenzo de' Medici, został wybrany papieżem (przyjął imię Leona X); był to ostatni taki przypadek w historii Kościoła.
- 2 kwietnia – hiszpański żeglarz i odkrywca Juan Ponce de León jako pierwszy Europejczyk postawił nogę na Florydzie.
- 25 kwietnia – bitwa morska w porcie Le Conquet
- 1 maja – Franciszek z Paoli został ogłoszony świętym przez papieża Leona X.
- 6 czerwca – IV wojna włoska: doszło do pierwszej bitwy pod Nowarą (druga 1849) w której zwycięstwo odniosły wojska szwajcarskie nad francuskimi.
- 16 sierpnia – wojny włoskie: Anglicy pokonali Francuzów w bitwie pod Guinegate.
- 9 września – król Szkocji Jakub IV został pokonany i zabity przez Anglików w bitwie pod Flodden Field.
- 25 września – hiszpański konkwistador Vasco Núñez de Balboa odkrył w czasie podboju Panamy Ocean Spokojny.
- 7 października – wojny włoskie: Hiszpanie pokonali wojska Republiki Weneckiej w Bitwie pod Schio.

- Niccolò Machiavelli napisał słynne dzieło Książę.
- Juan Ponce de León, hiszpański konkwistador odkrył Florydę.
- Michał Anioł wyrzeźbił Umierającego i Zbuntowanego jeńca.
- Drukarnia Floriana Unglera w Krakowie wydała modlitewnik Raj duszny autorstwa Biernata z Lublina, jedną z pierwszych książek napisanych w języku polskim.
- Mikołaj Kopernik na apel soboru laterańskiego opracował i wysłał do Rzymu własny projekt reformy kalendarza.
- Kowary uzyskały prawa miejskie.
- Ziemia drohicka została przyłączona do województwa podlaskiego.

## Urodzili się
- 15 marca – Jadwiga Jagiellonka, elektorowa brandenburska. Córka Zygmunta I Starego i Barbary Zapolyi (zm. 1573)
- 24 września – Katarzyna saska, pierwsza żona króla Gustawa Wazy (zm. 1535)
- 11 listopada – Stanisław Orzechowski, kanonik przemyski, historyk, ideolog złotej wolności szlacheckiej i ruchu obrony praw szlacheckich (zm. 1566)

- data dzienna nieznana: 
  - Grzegorz Chodkiewicz, hetman wielki litewski, kasztelan wileński (zm. 1572) (data sporna lub przybliżona)

## Zmarli
- 20 stycznia – Helena, żona Aleksandra Jagiellończyka, wielka księżna litewska i królowa Polski (ur. 1476)
- 20 lutego – Jan II Oldenburg, król Danii, Norwegii i Szwecji (ur. 1455)
- 21 lutego – Juliusz II, papież (ur. 1443)
- 9 września – Jakub IV, król Szkocji (ur. 1473)